# ハリケーン・パトリシア
ハリケーン・パトリシア（Hurricane Patricia）は、2015年10月にメキシコを襲った大型ハリケーンである。史上最も急速に発達した熱帯低気圧であり、わずか24時間で風速が54m/sも増加した。また、このハリケーンにおいて記録された最低気圧872hPaは、1979年の台風20号（870hPa）に次いで、熱帯低気圧としては世界で史上2番目に低い記録である。

## 概要
| 順位 | ハリケーン             | 年     | 上陸時の風速 |
| ---- | ---------------------- | ------ | ------------ |
| 1    | オーティス（Otis）     | 2023年 | 時速 270 km  |
| 2    | パトリシア（Patricia） | 2015年 | 時速 240 km  |
| 3    | マドリン（Madeline）   | 1976年 | 時速 230 km  |
| 3    | イニキ（Iniki）        | 1992年 | 時速 230 km  |
| 5    | 無名                   | 1957年 | 時速 220 km  |
| 5    | 無名（"Mexico"）       | 1959年 | 時速 220 km  |
| 5    | ケナ（Kenna）          | 2002年 | 時速 220 km  |
| 5    | リディア（Lidia）      | 2023年 | 時速 220 km  |
| 9    | オリビア（Olivia）     | 1967年 | 時速 205 km  |
| 9    | ティコ（Tico）         | 1983年 | 時速 205 km  |
| 9    | レーン（Lane）         | 2006年 | 時速 205 km  |
| 9    | オディール（Odile）    | 2014年 | 時速 205 km  |

## その他
国際名Patriciaは、この年限りで引退となり、代わりにPamelaという国際名に変更となった。